# Trevoa quinquenervia
Trevoa quinquenervia är en brakvedsväxtart som beskrevs av John Gillies och Hook.. Trevoa quinquenervia ingår i släktet Trevoa och familjen brakvedsväxter. Inga underarter finns listade i Catalogue of Life.